# Jan Sobociński
Jan Sobociński (Łódź, 1999. március 20. –) lengyel korosztályos válogatott labdarúgó, az amerikai Charlotte hátvédje.

## Pályafutása

### Klubcsapatokban
Sobociński a lengyelországi Łódź városában született. Az ifjúsági pályafutását a helyi ŁKS Łódź akadémiájánál kezdte.
2018-ban mutatkozott be a ŁKS Łódź másodosztályban szereplő felnőtt csapatában. A 2017–18-as szezon második felében az alacsonyabb ligában játszó Gryf Wejherowo csapatát erősítette, ahol összesen 13 mérkőzésen egy gólt ért le. Először 2018. augusztus 4-én, a Nieciecza ellen 1–1-es döntetlennel zárult mérkőzésen lépett pályára és egyben megszerezte első gólját is a Łódź színeiben. A 2018–19-es szezonban az első osztályba is feljutottak.
2021. július 1-jén 2½ éves szerződést kötött az újonnan alakult, amerikai Charlotte együttesével. Egy héttel később kölcsönben visszatért a ŁKS Łódź csapatához a szezon első felére. 2022. június 11-én, a New York Red Bulls ellen hazai pályán 2–0-ra megnyert bajnoki 86. percében, McKinze Gaines cseréjeként debütált.

### A válogatottban
Sobociński tagja volt a lengyel U20-as és U21-es válogatottnak is.
2019-ben debütált az U21-es válogatottban. Először 2019. szeptember 6-án, Lettország ellen 1–0-ra megnyert EB-selejtezőn lépett pályára.

## Statisztikák
2022. szeptember 10. szerint
| Klub                  | Szezon   | Osztály     | Bajnokság | Bajnokság | Kupa  | Kupa | Nemzetközi | Nemzetközi | Összesen | Összesen |
| Klub                  | Szezon   | Osztály     | Meccs     | Gól       | Meccs | Gól  | Meccs      | Gól        | Meccs    | Gól      |
| --------------------- | -------- | ----------- | --------- | --------- | ----- | ---- | ---------- | ---------- | -------- | -------- |
| Gryf Wejherowo        | 2017–18  | II Liga     | 13        | 1         | 0     | 0    | —          | —          | 13       | 1        |
| ŁKS Łódź              | 2018–19  | I Liga      | 30        | 2         | 0     | 0    | —          | —          | 30       | 2        |
| ŁKS Łódź              | 2019–20  | Ekstraklasa | 27        | 2         | 1     | 0    | —          | —          | 28       | 2        |
| ŁKS Łódź              | 2020–21  | I Liga      | 23        | 0         | 3     | 1    | —          | —          | 26       | 1        |
| ŁKS Łódź (kölcsönben) | 2021–22  | I Liga      | 9         | 1         | 1     | 0    | —          | —          | 10       | 1        |
| ŁKS Łódź (kölcsönben) | Összesen | Összesen    | 89        | 5         | 5     | 1    | 0          | 0          | 94       | 6        |
| Charlotte             | 2022     | MLS         | 7         | 0         | 2     | 0    | —          | —          | 9        | 0        |
| Összesen              | Összesen | Összesen    | 109       | 6         | 7     | 1    | 0          | 0          | 116      | 7        |

## Sikerei, díjai
ŁKS Łódź
- I Liga
  - Feljutó (1): 2018–19

## Fordítás
Ez a szócikk részben vagy egészben  a   Jan Sobociński című angol Wikipédia-szócikk fordításán alapul.  Az eredeti cikk szerkesztőit annak laptörténete sorolja fel. Ez a jelzés csupán a megfogalmazás eredetét és a szerzői jogokat jelzi, nem szolgál a cikkben szereplő információk forrásmegjelöléseként.